# Gesloten mijnen

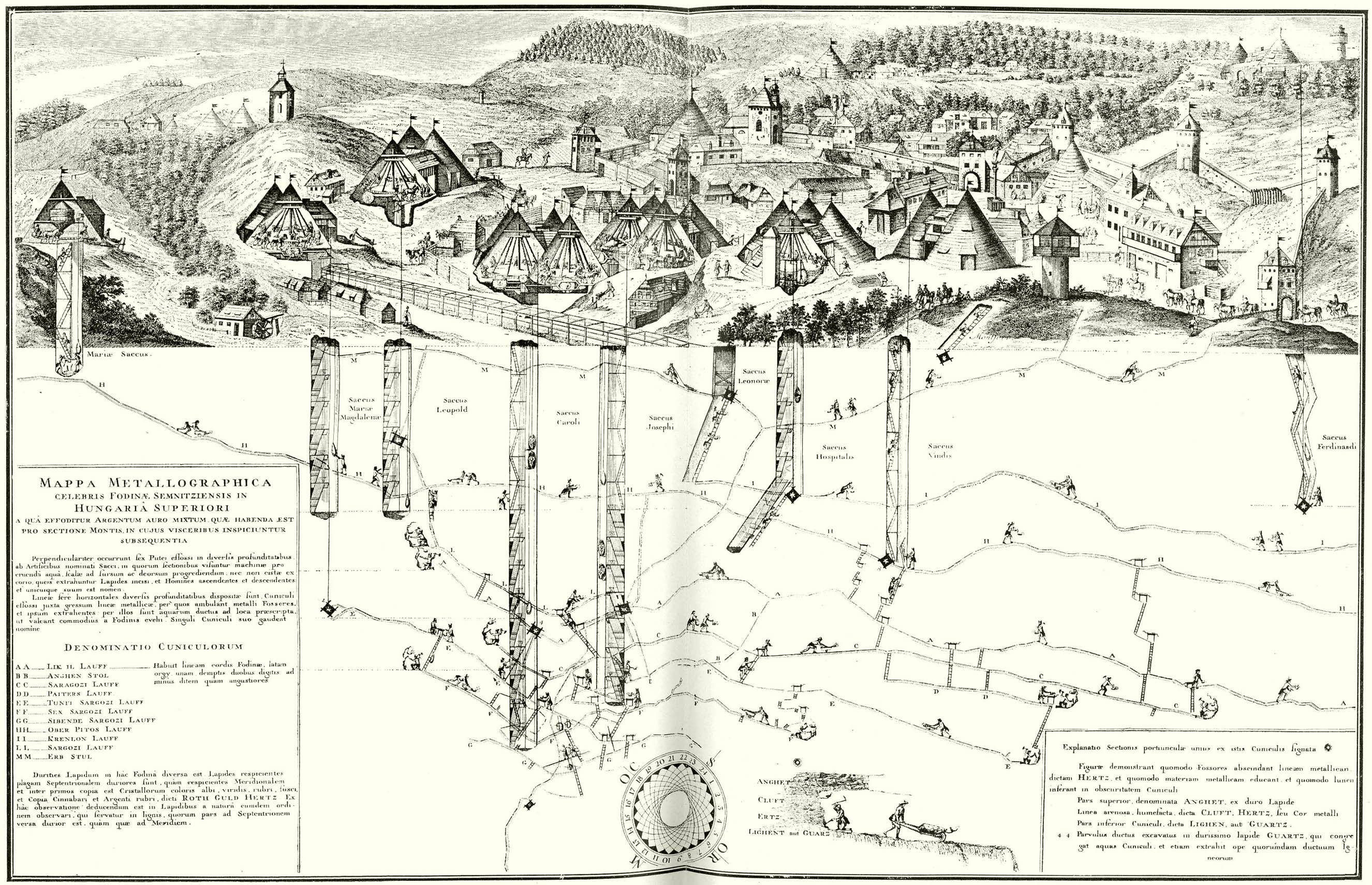
Schachtbouw (meest rechtse) en diepbouw (de overige) in de goud- en zilvermijnen in het Slowaakse Banská Štiavnica.

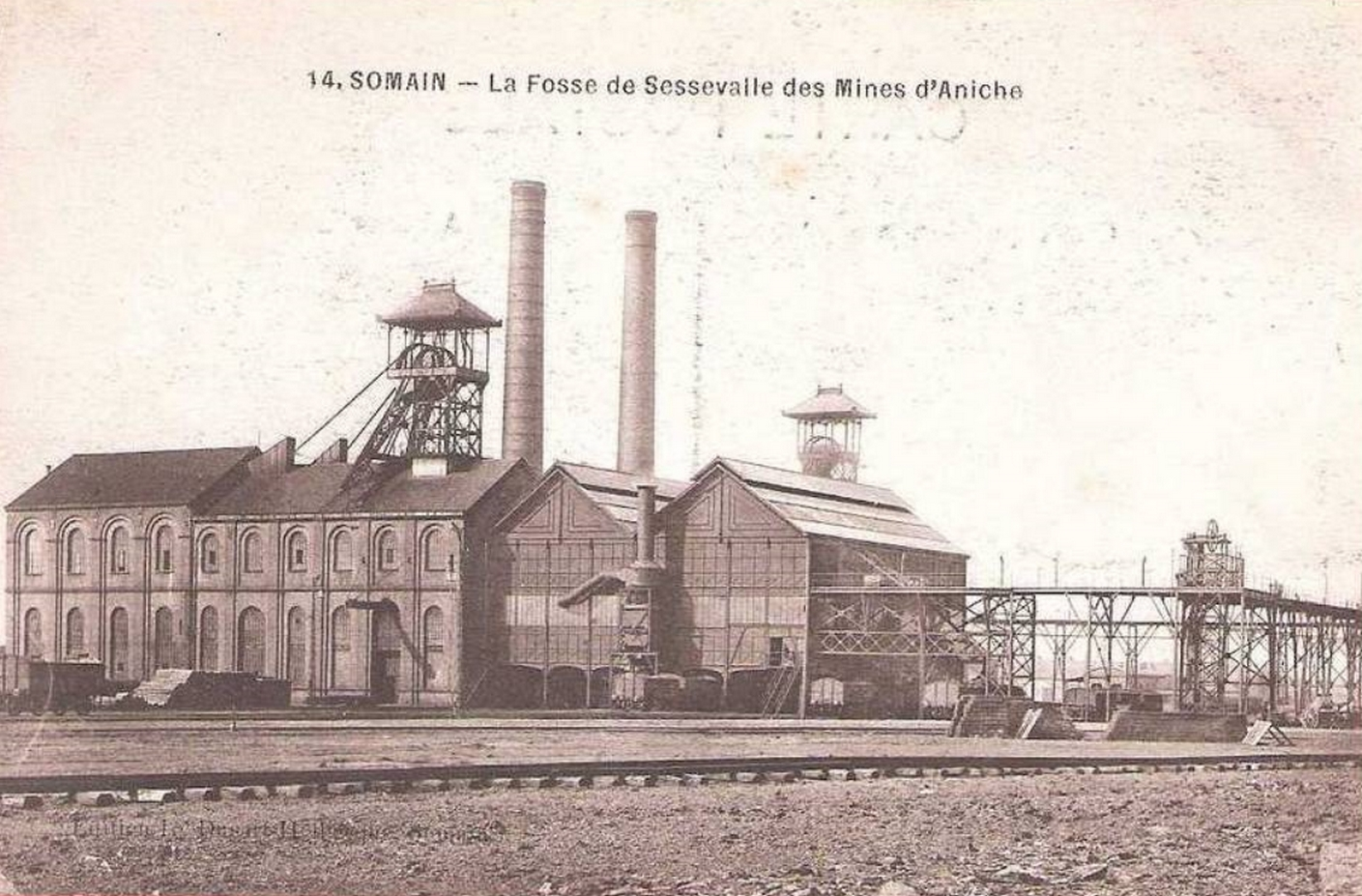
Steenkoolmijn in Somain, met schachtbokken boven de luchtinlatende en luchtuitlatende schacht.

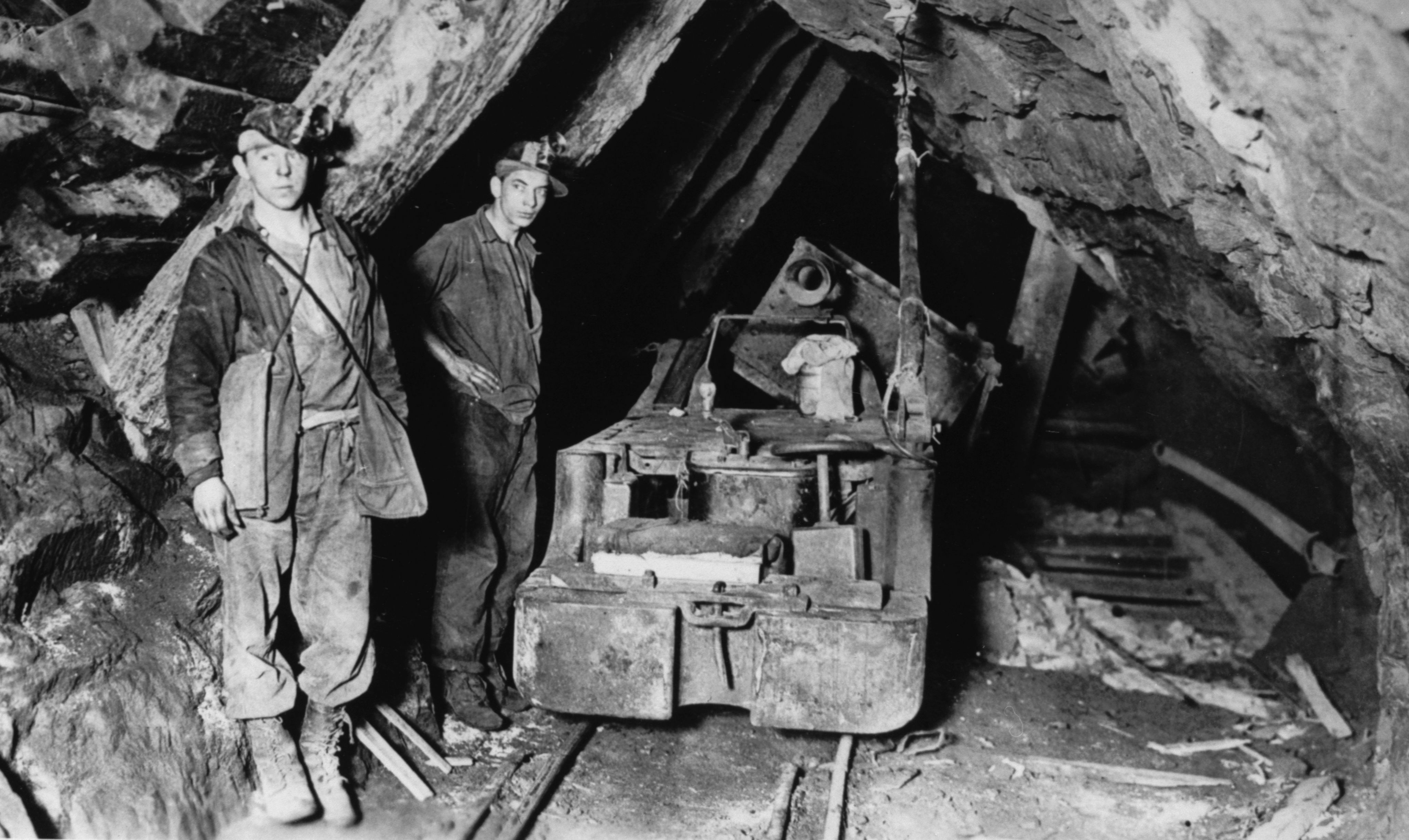
Ook ondergronds moet een spoorwegennet aangelegd worden.

Gesloten mijnen zijn mijnen waarbij de ontginning van de delfstoffen ondergronds gebeurt. Die mijnen hebben dus naast een bovengronds ook een ondergronds gedeelte. Gesloten mijnen kunnen op drie manieren aangelegd worden: schachtbouw, diepbouw en stollenbouw.

## Schachtbouw en diepbouw
Bij schacht- en mijnbouw lopen de pijpen, die in de mijnbouw bekendstaan als schachten, verticaal naar beneden. Vanuit die schachten worden de gangenstelsels gegraven. Het verschil tussen schacht- en diepbouw is dat bij schachtbouw het gangenstelsel op min of meer dezelfde hoogte blijft, terwijl ze bij diepbouw op meerdere niveaus liggen. Dat betekent dus dat de schachten bij schachtbouw tot in de bovenste laag dringen, en ze bij diepbouw door verschillende te ontginnen lagen dringen.
Veel schachtbouwmijnen evolueren naar diepbouwmijnen, zoals dat het geval was bij de Waalse steenkoolmijnen. De steenkoolmijnen in de Limburgse Kempen en in Zuid-Limburg werden origineel uitgevoerd als diepbouwmijnen. Tegenwoordig zijn de Luxemburgse ijzerertsmijnen de enige mijnen in de Benelux die nog gebaseerd zijn op schachtbouw. In het verre verleden werden ook vuursteen en klei via schachten ontgonnen, die weliswaar niet dieper dan 20 m moeten zijn geweest.
De schacht- en diepbouwmijnen na de industriële revolutie waren honderden meters diep en de gangenstelsels werden vele kilometers lang. De diepste mijn in Nederland was Staatsmijn Hendrik, waarvan schacht IV een diepte had van iets meer dan een kilometer. De diepste mijn in Zuid-Afrika, de goudmijn TauTona bij Carletonville, is dan weer ongeveer vier kilometer diep. Dat komt doordat de diepte van mijnen na de voorraad ook afhankelijk is van de temperatuur. Zo stijgt de temperatuur hier met pakweg 30° C per kilometer, in Zuid-Afrika bedraagt dat slechts 10° C. 

## Stollenbouw
Bij dit systeem zijn er geen verticale schachten, behalve voor de ventilatie. De mijngangen lopen al vanaf de oppervlakte horizontaal of licht hellend, hetzij naar beneden hetzij naar boven. Niettemin wordt stollenbouw meestal toegepast bij vanaf de oppervlakte afhellende lagen of bij dal- of bergwanden. In de Benelux komt het zelden voor, het werd bijvoorbeeld wel toegepast in de steenkoolmijnen van Baudour in Henegouwen en het Wormbekken. Ook de prehistorische vuursteenmijnen van Rijckholt zijn als stollenbouw begonnen.

## Nadelen van gesloten mijnen
Omdat gesloten mijnen veel nadelen hebben kiest men bij voorkeur voor open mijnen, namelijk dagbouwmijnen of groeven. Daar zijn verschillende redenen voor:
- Ten eerste moeten verschillende technische problemen overwonnen worden, zoals de afvoer van het grondwater en de circulatie van lucht. Dit eerste vereist pomp- en/of bevriezingsinstallaties; om aan het tweede te voldoen worden er bij grote diepte gewoonlijk meerdere schachten geboord, zodat er een luchtinlatende en luchtuitlatende schacht is.
- Ook is de productieprijs hoger. Dat komt doordat de arbeiders, grondstoffen en materiaal steeds naar beneden of omhoog gebracht moeten worden en dat kost veel energie. Niettemin hebben de meeste schacht- en diepbouwmijnen een eigen energiecentrale.
- Ook het risico op dodelijke ongevallen is groter. Als de mijngangen niet voldoende gestut zijn, kunnen ze onder het enorme gewicht van de bovenliggende grond inzakken. In koolstofhoudende lagen kunnen er bovendien gassen voorkomen die snel ontbranden (zoals aardgas of methaangas). Mijngasexplosies zijn erg gevaarlijk, net zoals Grauwvuur. Ook brand is mogelijk waarbij de mijnwerkers vast kunnen komen te zitten, zoals gebeurd was bij de Mijnramp van Marcinelle.
- Door de enorme druk zijn de ondergrondse lagen samen gedrukt en vergruisd. Bij het losmaken van die lagen komt er dus veel stof vrij. Sommige stofdeeltjes worden door het slijm uit de longen gehaald, maar dat gebeurt niet bij bijvoorbeeld steengruis. Op lange termijn leidt dat tot stoflongen.

Schacht- en diepbouw worden alleen toegepast als de delfstof te diep ligt of als ze ver gespreid is (ze bevindt zich dan in zogenaamde aders). Er bestaan ook onderzeese mijnen (zoals de voormalige ijzerertsmijnen van Bell Island in Canada)  waarbij vanwege het bovenliggende water gesloten mijnbouw de enige optie is.